# Коста Лозанов
Коста Лозанов (на сръбски: Коста Лозановић или Kosta Loanović) е македонски сърбоманин, учител, деец на Сръбската пропаганда в Македония.

## Биография
Коста Лозанов е роден в битолското село Лопатица. В 1890 година битолският сръбски консул Димитрие Боди го изпраща да учи в Сърбия със сръбска държавна стипендия. Завършва Историко-филологическия отдел на Великата школа в Белград в 1894 година. От учебната 1894/1895 до учебната 1897/1898 година преподава в Призренската семинария. След това от 1898 до 1912 година е учител в Битолската сръбска гимназия. Заместник директор е и ревизор на основните сръбски училища в гимназията в Лесковац в 1913/1914 година и в Битоля от януари 1914 година. Председател е на Сръбската битолска община. След като Битоля попада в Сърбия вследствие на Балканските войни, е член на църковното настоятелство на църквата „Свети Димитър“.